# Коршуновка (Амурская область)
Коршуно́вка — село в Михайловском районе Амурской области, Россия.
Административный центр Коршуновского сельсовета.

## География
Село Коршуновка стоит на правом берегу реки Завитая.
Село Коршуновка расположено к северу от районного центра Поярково.
Автомобильная дорога к селу Коршуновка идёт от Поярково через сёла Зелёный Бор и Красный Восток. Расстояние до Поярково — 20 км.
От села Коршуновка вверх по течению Завитой (на север) идёт дорога к селу Нижнезавитинка, а на северо-запад — к селу Нижняя Ильиновка.
На левом берегу Завитой в 5 км ниже села Коршуновка стоит село Черемисино.

## Население
| 2002 | 2010 | 2012 | 2013 | 2014 | 2015 | 2016 |
| ---- | ---- | ---- | ---- | ---- | ---- | ---- |
| 572  | ↘482 | ↘479 | ↘475 | ↘468 | ↘451 | ↘432 |
| 2017 | 2018 |      |      |      |      |      |
| ↘423 | ↘420 |      |      |      |      |      |

## Инфраструктура
Сельскохозяйственные предприятия Михайловского района.